# Crocifissione con i santi
La Crocifissione con i santi è un affresco di Beato Angelico conservato nella ex-sala capitolare del convento di San Marco (oggi Museo nazionale) a Firenze. L'opera occupa una grande lunetta sulla parte superiore della parete nord (ben 550x950 cm) e risale al 1441-1442.

## Storia

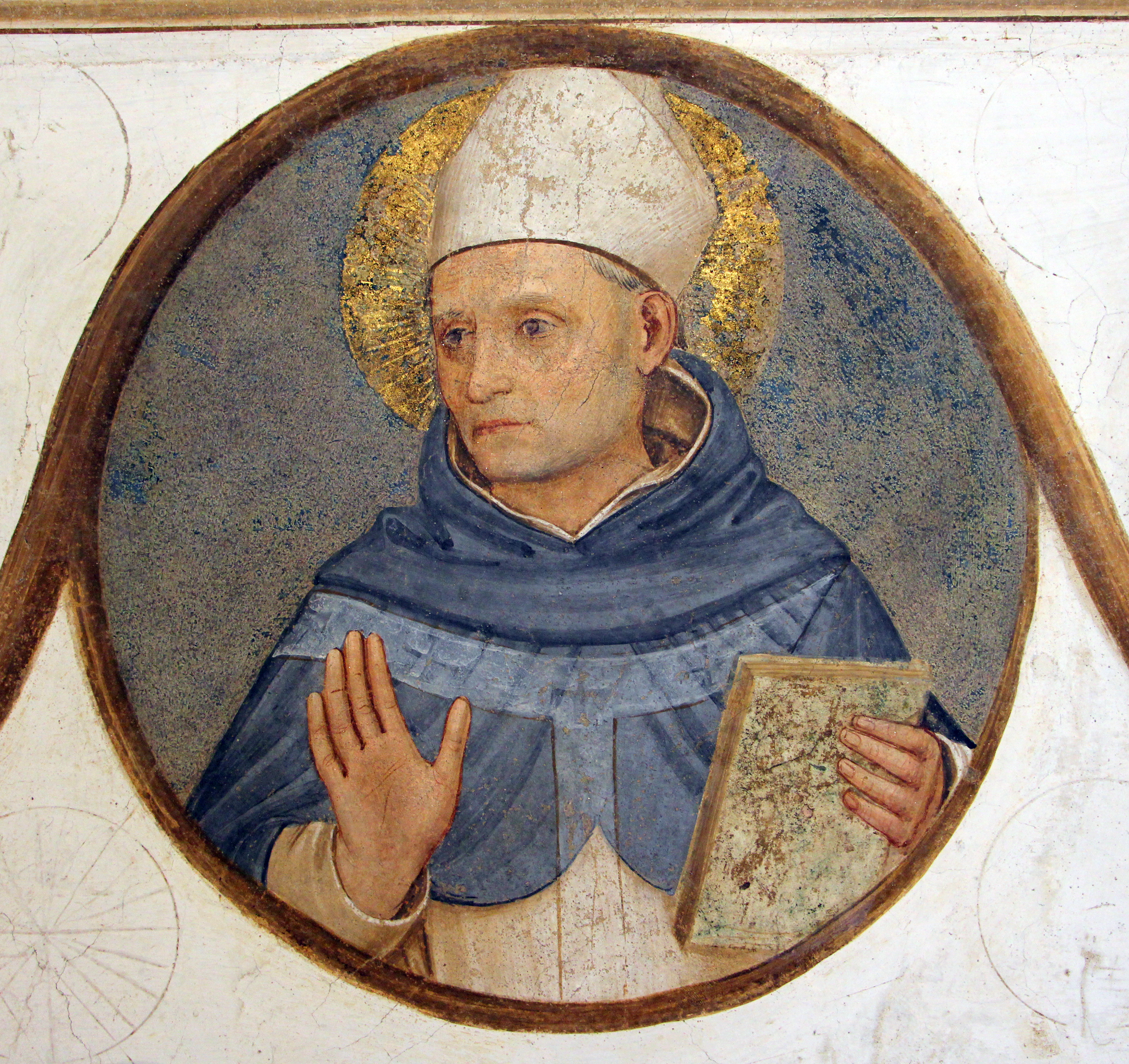
Antonino Pierozzi, nella genealogia domenicana alla base dell'affresco

L'Angelico si dedicò alla decorazione di San Marco su incarico di Cosimo de' Medici, tra il 1438 e il 1445, anno della sua partenza per Roma, per poi tornarvi negli anni 1450, quando completò alcuni affreschi e si dedicò alla stesura di codici miniati per il convento stesso.
La Crocifissione della sala capitolare rappresenta l'unico caposaldo nella datazione del ciclo decorativo, poiché l'Angelico vi stava sicuramente lavorando nel 1441-1442. Da un atto notarile datato 22 agosto 1441 si apprende infatti che a quella data il Capitolo, a cui partecipava anche l'Angelico, si riuniva nella nuova sagrestia perché la sala non era ancora pronta; da un documento del 25 agosto 1442 si legge poi che le riunioni del Capitolo avevano già ottenuto la loro sede definitiva.
La critica è concorde nel ritenere l'opera in massima parte autografa, con collaborazioni limitate e sotto la direzione del maestro, tranne qualche isolata ipotesi che vorrebbe l'opera lasciata incompiuta dal maestro in partenza per Roma nel 1455 e terminata da collaboratori.
Risale al Vasari la notizia secondo cui l'Angelico nel dipingere quest'opera si commoveva fino alle lacrime; lo storico aretino, che descrisse minutamente l'affresco, scrisse anche che nel san Cosma l'Angelico ritrasse il suo amico Nanni di Banco.
Verso la fine del XV secolo la testa del beato Cavalcanti nella genealogia domenicana venne sostituita con quella di Antonino Pierozzi, arcivescovo fiorentino e poi santo che visse proprio a San Marco contemporaneamente all'Angelico.
Dal 2011 al 2014 sono state effettuate indagini scientifiche, nuove ricerche su documentazioni fotografiche e grafiche e l'intervento diretto sull'affresco, data la potenziale gravità della ripresa della solfatazione. L'intervento attuale si è mosso facendo ricorso a nuovi materiali e nuove tecniche ma secondo un atteggiamento metodologico che non rinnega affatto i principi dell'intervento del 1968/1974.

## Descrizione

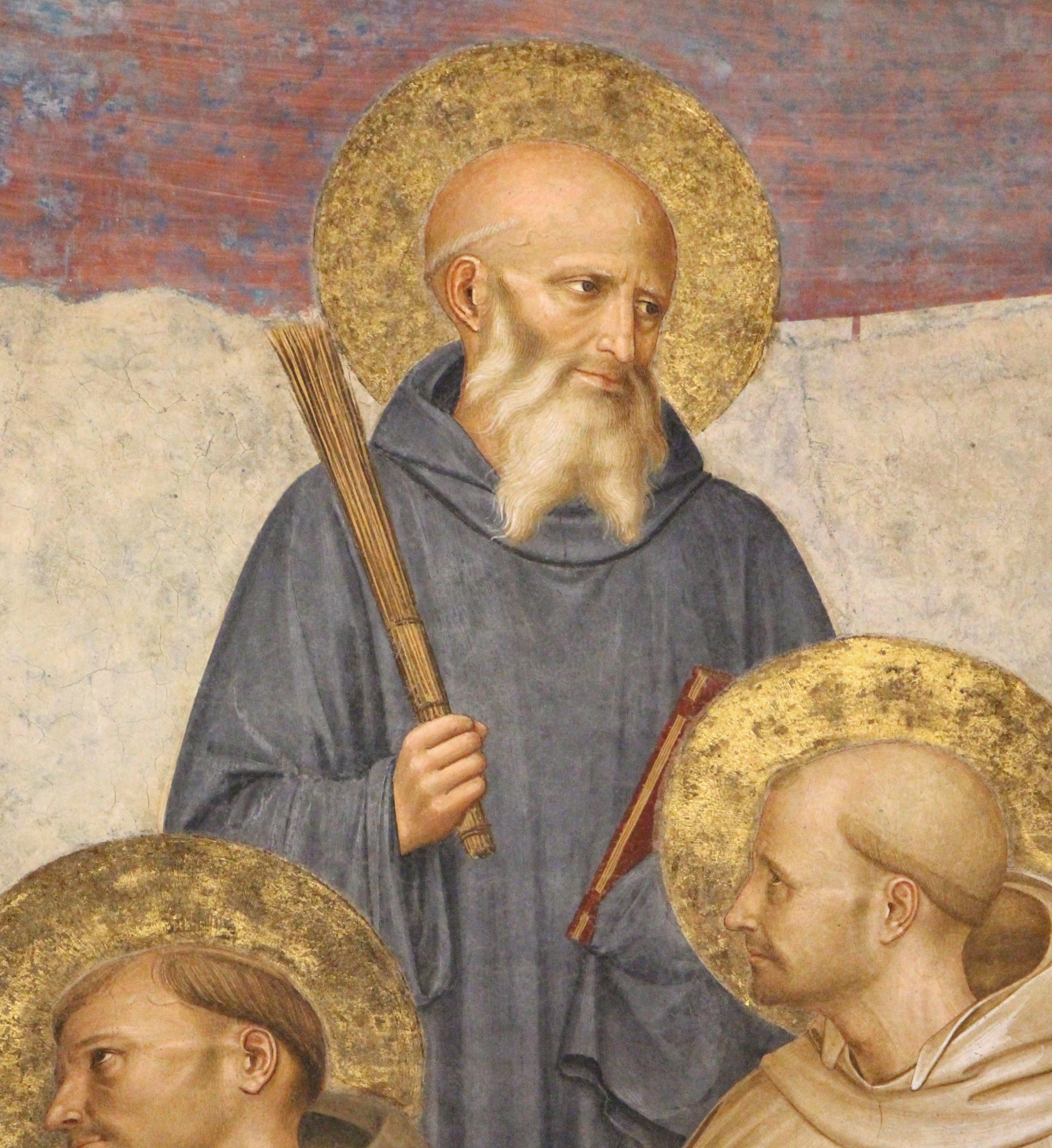
San Benedetto

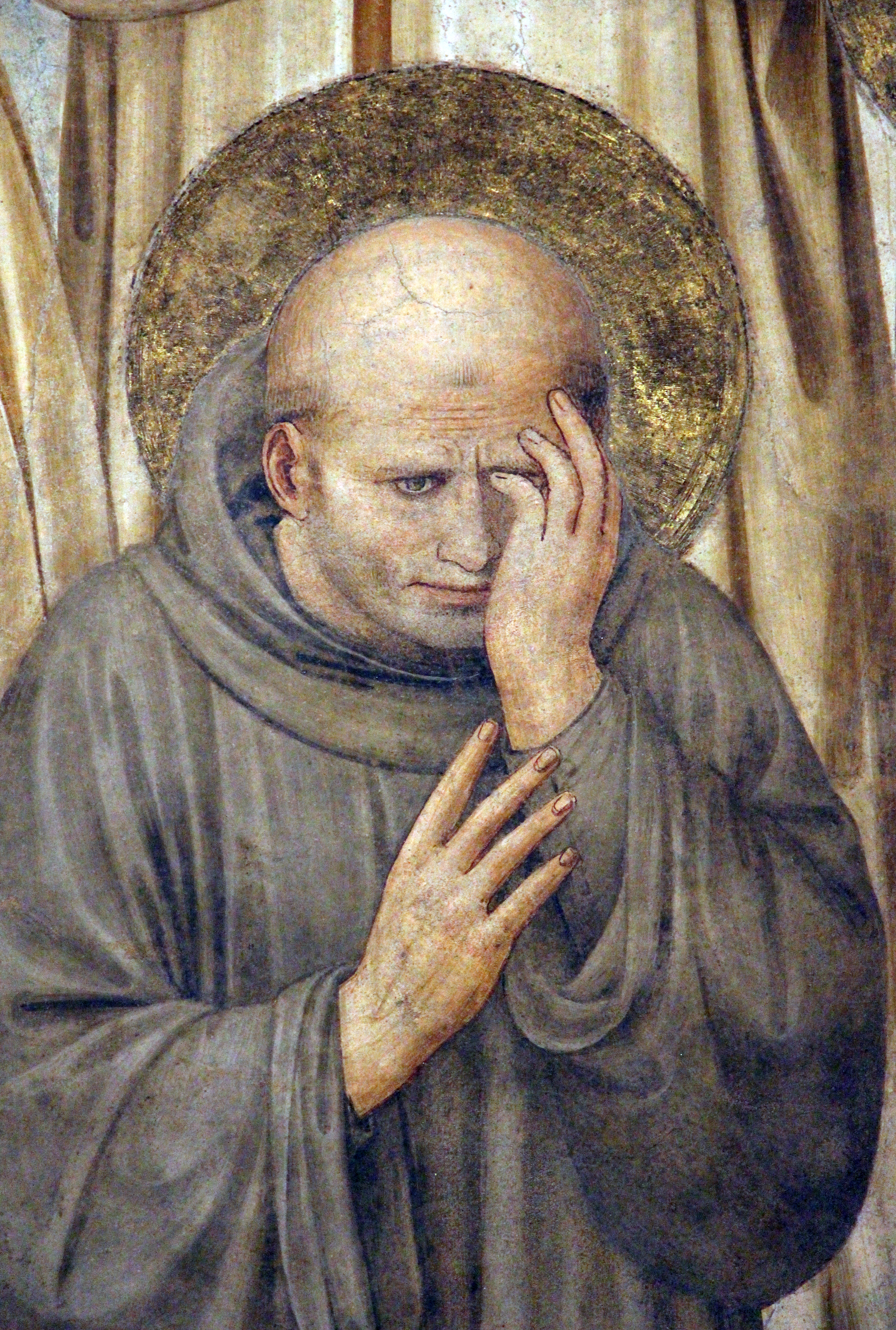
San Giovanni Gualberto

La grande Crocefissione presenta un'iconografia innovativa, poiché al posto dei personaggi consueti presenti al Calvario mostra tutta una serie di santi, vissuti nelle epoche e nei luoghi più disparati, secondo un complesso sistema allegorico che adombra vari significati. Si tratta di una raffigurazione mistica, invece della consueta scena narrativa, assimilabile a opere come il Compianto della Croce al Tempio, sempre dell'Angelico. Ciò che descrive l'immagine è il significato salvifico dell'evento: la Redenzione.
Lo sfondo della scena è, come nella maggior parte degli altri affreschi di San Marco, spoglio e deserto, composto da un suolo bruno, una fascia rocciosa quasi illeggibile e un cielo che in antico era blu, ma che la caduta del pigmento dell'azzurrite (o "blu d'Alemania") ha reso violaceo, scoprendo la preparazione rossiccia sottostante. La parte superiore della lunetta è occupata dalle sole croci di Gesù e dei ladroni, con la grande iscrizione in ebraico su quella di Cristo. Altri elementi tipici dei Calvari dipinti sono la presenza del teschio di Adamo (figura dell'umanità perduta) alla base della Croce (come memento mori) e il gruppo dei dolenti a sinistra, con le tre pie donne e il giovane san Giovanni Evangelista.
Il resto dei santi può essere diviso in due gruppi: a sinistra i protettori di Firenze (san Giovanni Battista) e della casata dei Medici, che aveva finanziato la ricostruzione e la decorazione del convento, e a destra un vasto gruppo di santi fondatori di ordini religiosi, che alludono alla Chiesa militante. Nel dettaglio si vedono, da sinistra, i santi Cosma e Damiano (protettori di Casa Medici e in particolare di Cosimo il Vecchio), san Lorenzo (protettore di Lorenzo il Vecchio), san Marco (titolare della Chiesa), san Giovanni Battista; a destra si trovano inginocchiati san Domenico (fondatore dei Domenicani), san Girolamo (riconoscibile dal cappello cardinalizio gettato in terra, fondatore dei Geronimiti), san Francesco (fondatore dei Francescani), san Bernardo di Chiaravalle (fondatore dei Cistercensi), san Giovanni Gualberto (fondatore dei Vallombrosani), san Pietro Martire (domenicano). Dietro a questi, in piedi, san Zanobi (vescovo di Firenze), sant'Agostino (fondatore degli Agostiniani), san Benedetto (fondatore dei Benedettini), san Romualdo (fondatore dei camaldolesi) e san Tommaso d'Aquino (teologo domenicano).
Sulla cornice superiore sono raffigurati dieci inserti di Profeti e Sibille, con al centro la figura allegorica del pellicano che nutre i figli con le proprie carni. I personaggi hanno ciascuno un cartiglio e il nome vicino; essi sono (da sinistra):
- Dionigi l'Areopagita, "Deus nature patitur"
- Daniele, "Post edomades VII et LXII occidet XPS"
- Zaccaria, "His palgatus sum"
- Giacobbe, "Addredan descendisti fili mi / Dormens accubuisti ut leo"
- David, "In siti mea potaveru[n]t me aceto"
- Pellicano, "Similis factu um pellicano solitudinis"
- Isaia, "Vere languores nostros ipse tulit et dolores nostros"
- Geremia, "O Vos omnes qui transite per viam attendite et videte si est dolo sicut dolor meus"
- Ezechiele, "Exaltavi lignum h[um]ile"
- Giobbe, "Quis det de carnibus eius ut saturemur"
- Sibilla Eritrea, "Morte morietur tribus diebus sonno subscepto et tunc ab inferis regressus ad lucem veniet primus".

I cartigli che tengono in mano quindi sviluppano il senso mistico della rappresentazione, soprattutto quelle di Isaia, di Geremia o di Giobbe.
Infine nella bordura inferiore è stata raffigurata la genealogia domenicana, con sedici papi, cardinali, vescovi, santi e beati dell'Ordine entro clipei, con al centro il fondatore. Secondo il Vasari, grazie all'aiuto di numerosi confratelli che visitarono quei personaggi e i loro luoghi d'origine, molti di questi ritratti sarebbero stati eseguiti "al naturale".

## Stile
Tutta la scena è caratterizzata da un senso contemplativo, sottolineato dall'assenza di un vero e proprio sfondo, che sacrifica la narrazione in favore di una sacralità improntata alla preghiera. La disposizione delle figure è allineata sul piano frontale del dipinto, e solo le croci dei due ladroni sono disposte in profondità, con inclinazione in diagonale. La Croce di Cristo si innalza sulla scena, dominandola per tutta la sua larghezza e dividendola in due comparti.